# Aedes calcariae
Aedes calcariae är en tvåvingeart som beskrevs av E. Sydney Marks 1957. Aedes calcariae ingår i släktet Aedes och familjen stickmyggor. Inga underarter finns listade i Catalogue of Life.